# Vadon kihalt növényfajok listája
Az alábbi a lista azokat az növényfajokat, alfajokat, változatokat, illetve alakokat tartalmazza, amelyek a Természetvédelmi Világszövetség Vörös Listáján a Vadon kihalt (Extinct in the Wild, EW) besorolást kapták.
A lista a Vörös Lista 2014-es változatán alapszik. Eszerint 41 növényfaj, alfaj, változat, illetve alak tartozik a „Vadon kihalt” kategóriába.

## Plantae

### Tracheophyta

#### Cycadopsida

##### Cycadales

###### Zamiaceae
- Encephalartos brevifoliolatus
- Encephalartos nubimontanus
- Encephalartos relictus
- Encephalartos woodii

#### Liliopsida

##### Arecales

###### Palmae
- Corypha taliera
- Cryosophila williamsii

##### Cyperales

###### Gramineae
- Bromus bromoideus
- Bromus interruptus

#### Magnoliopsida

##### Asterales

###### Compositae
- Commidendrum rotundifolium
- Senecio leucopeplus

##### Campanulales

###### Campanulaceae
- Clermontia peleana subsp. peleana
- Clermontia peleana subsp. singuliflora
- Cyanea pinnatifida
- Cyanea superba subsp. regina
- Cyanea superba subsp. superba
- Cyanea truncata

##### Caryophyllales

###### Cactaceae
- Mammillaria glochidiata
- Mammillaria guillauminiana

##### Ericales

###### Ericaceae
- Rhododendron kanehirai

##### Euphorbiales

###### Euphorbiaceae
- Euphorbia mayurnathanii

##### Fabales

###### Leguminosae
- Sophora toromiro

##### Fagales

###### Betulaceae
- Betula szaferi

##### Linales

###### Erythroxylaceae
- Erythroxylum echinodendron

##### Malvales

###### Malvaceae
- Kokia cookei

###### Sterculiaceae
- Firmiana major
- Trochetiopsis erythroxylon

##### Nymphaeales

###### Nymphaeaceae
- Nymphaea thermarum

##### Myrtales

###### Combretaceae
- Terminalia acuminata

##### Primulales

###### Primulaceae
- Lysimachia minoricensis

##### Sapindales

###### Anacardiaceae
- Mangifera casturi
- Mangifera rubropetala

##### Scrophulariales

###### Gesneriaceae
- Cyrtandra waiolani

##### Solanales

###### Solanaceae
- Brugmansia arborea
- Brugmansia aurea
- Brugmansia insignis
- Brugmansia sanguinea
- Brugmansia suaveolens
- Brugmansia versicolor
- Brugmansia vulcanicola

##### Theales

###### Theaceae
- Franklinia alatamaha

#### Polypodiopsida

##### Polypodiales

###### Athyriaceae
- Diplazium laffanianum